# Quốc lộ 25
Quốc lộ 25 dài 180,810 km, đây là một tuyến đường bộ Việt Nam nối Đăk Lăk (Phú Yên cũ) thuộc duyên hải Nam Trung Bộ và Gia Lai thuộc Tây Nguyên.

## Lộ trình
Quốc lộ 25 bắt đầu từ km1332 Quốc lộ 1 thuộc địa phận phường Tuy Hoà của tỉnh Đăk Lăk đến Xã Chư Sê (Km 69 - Km180+810) của tỉnh Gia Lai.
Quốc lộ 25 giao với quốc lộ 14 đi Đắk Lắk tại ngã ba Chư Sê.

### Các điểm giao chính
- Km124+700 giao với ĐT 668.
- Km127+950 giao Trường Sơn Đông.
- Km149+220 giao ĐT 662B.

### Địa giới hành chính
- Krông Pa (xã Uar-> xã Ia Rsai-> xã Phú Túc sau sáp nhập)  QL25 Km69+00 - Km111+200
- Ayun Pa (phường Ayun Pa-> xã Ia Sao sau sáp nhập) QL25 Km111+200 - Km128+800
- Phú Thiện (xã Chư A Thai-> xã Phú Thiện-> xã Ia Hiao sau sáp nhập) QL25 Km128+800 - Km158+00
- Chư Sê (xã Chư Sê-> Xã Ia Hrú ( huyện Chư Pưh Cũ) sau sáp nhập) QL25 Km158+00 - Km180+810
- Trùng với đường Trường Sơn Đông tại Km100 - Km123 (Km411 - Km440 TSĐ) (L= 23 km).